# تالار اپرای سلطنتی مسقط
تالار اپرای سلطنتی مسقط یا رویال اوپرا هاوس مسقط (به انگلیسی: Royal Opera House - Muscat) به معنای تالار اپرای سلطنتی مسقط اولین خانه اپرا در منطقه خلیج فارس و در شبه جزیره عربستان است، جایی که سلطان قابوس ، سلطان عمان در سال ۲۰۰۱ دستور ساخت آن را داد. کارهای ساختمانی این ساختمان در سال ۲۰۰۷ آغاز شد و در ۱۲ اکتبر ۲۰۱۱ افتتاح شد.
تالار اپرای سلطنتی ساختمانی چند منظوره است که علاوه بر اپرا می‌تواند میزبان فعالیت‌های مختلفی مانند کنسرت، تئاتر، کنفرانس و گردهمایی‌های فرهنگی و هنری باشد. این بنا که بازتابی از معماری معاصر عمان است، ظرفیت پذیرایی از حداکثر ۱۱۰۰ نفر را دارا می‌باشد. مجموعه تالار اپرا شامل تالار کنسرت، سالن اجتماعات و باغ و فضای سبز، بازاری فرهنگی به نام گالری اپرا که دارای رستوران‌ها و کافه‌های متعدد، بوتیک‌های لوکس و مرکز هنرهای اوپرا، موسیقی و تئاتر است.
تالار اپرای سلطنتی یک شاهکار معماری ساخته شده در ۸ طبقه (۳ طبقه زیر زمین و ۵ طبقه بالاتر از آن) است و نماینگر میراث معماری عمانی، عربی و اسلامی در دوره‌های مختلف است.
این تالار در زمینی به وسعت هشتاد هزار متر مربع و زیر بنای بیش از بیست و پنج هزار متر مربع ساخته شده‌است.

## استفاده از فناوری روز
تالار اپرای سلطنتی اولین سالن اپراست که از فناوری‌های نمایش چند رسانه ای از طریق صفحه‌های لمسی در صندلی‌ها استفاده کرده‌است. در سالن اصلی آن نیز از آخرین فناوری‌های صدا و نور بهره‌وری شده‌است.

## نام گذاری
پس از تصمیم سلطان قابوس برای ساختن خانه در سال ۲۰۰۱، خانه هنرهای موسیقی برای آن انتخاب شد، اما بعداً به نام فعلی، تالار اپرای سلطنتی مسقط تغییر یافت.

## نگارخانه

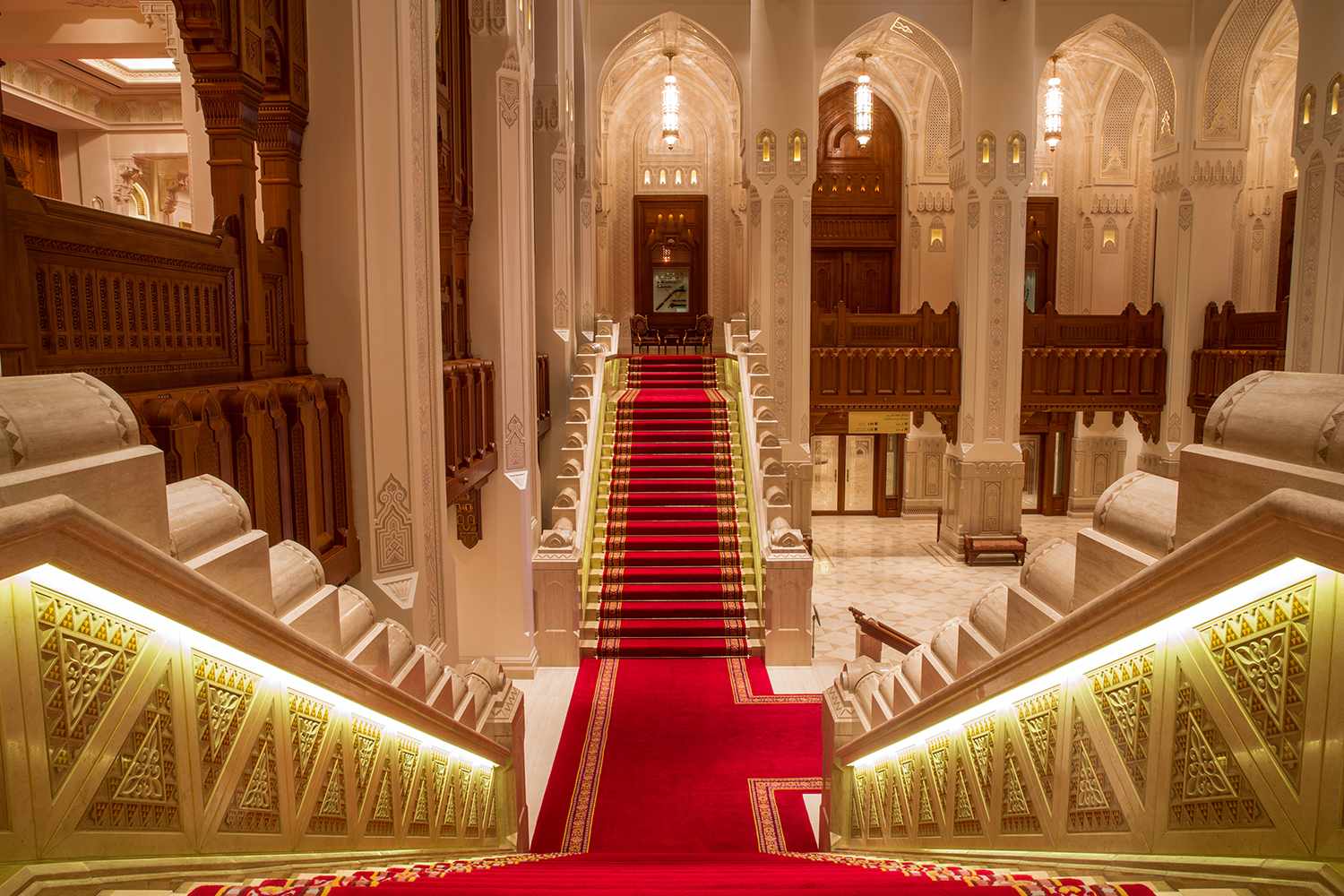
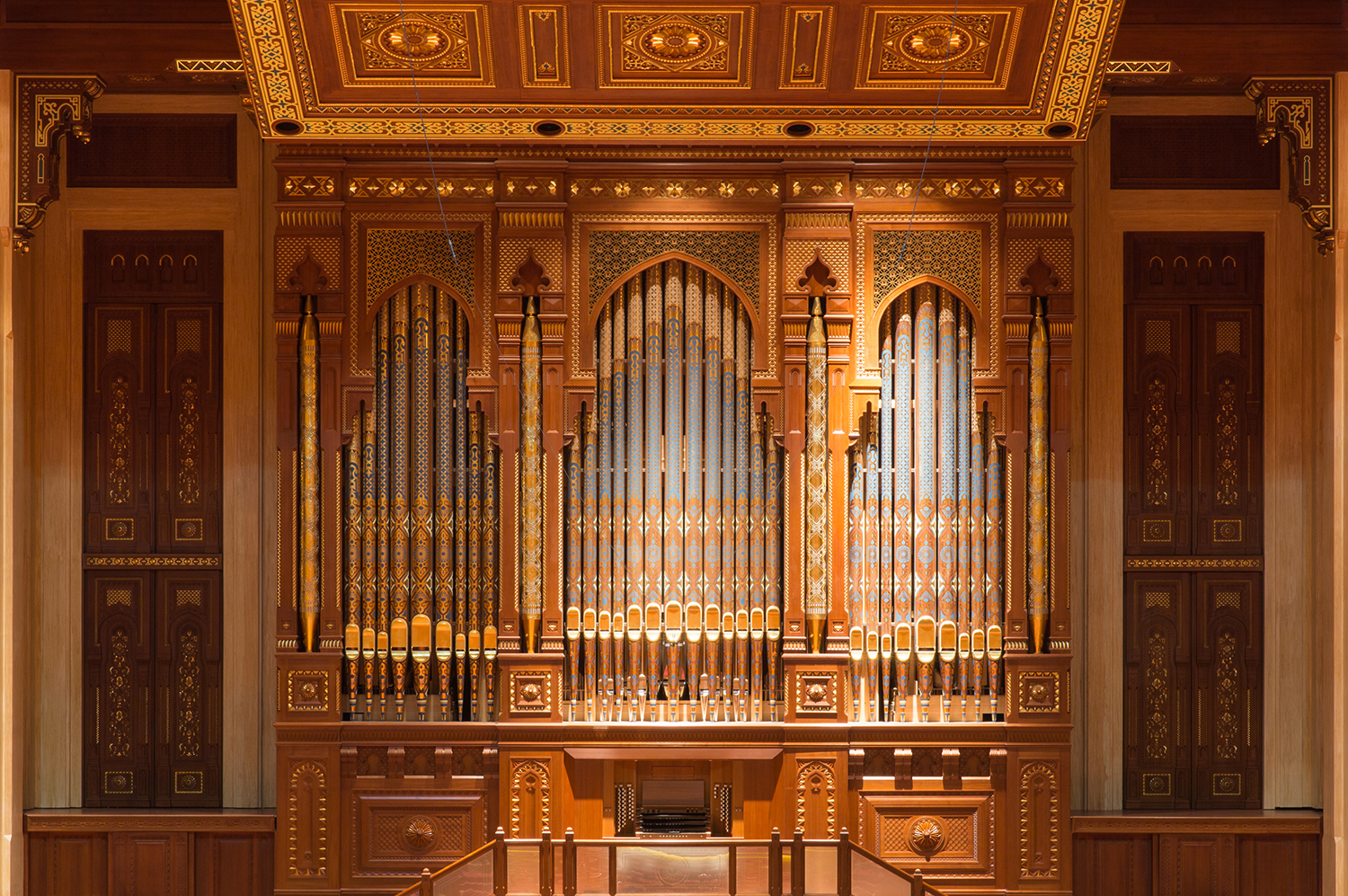
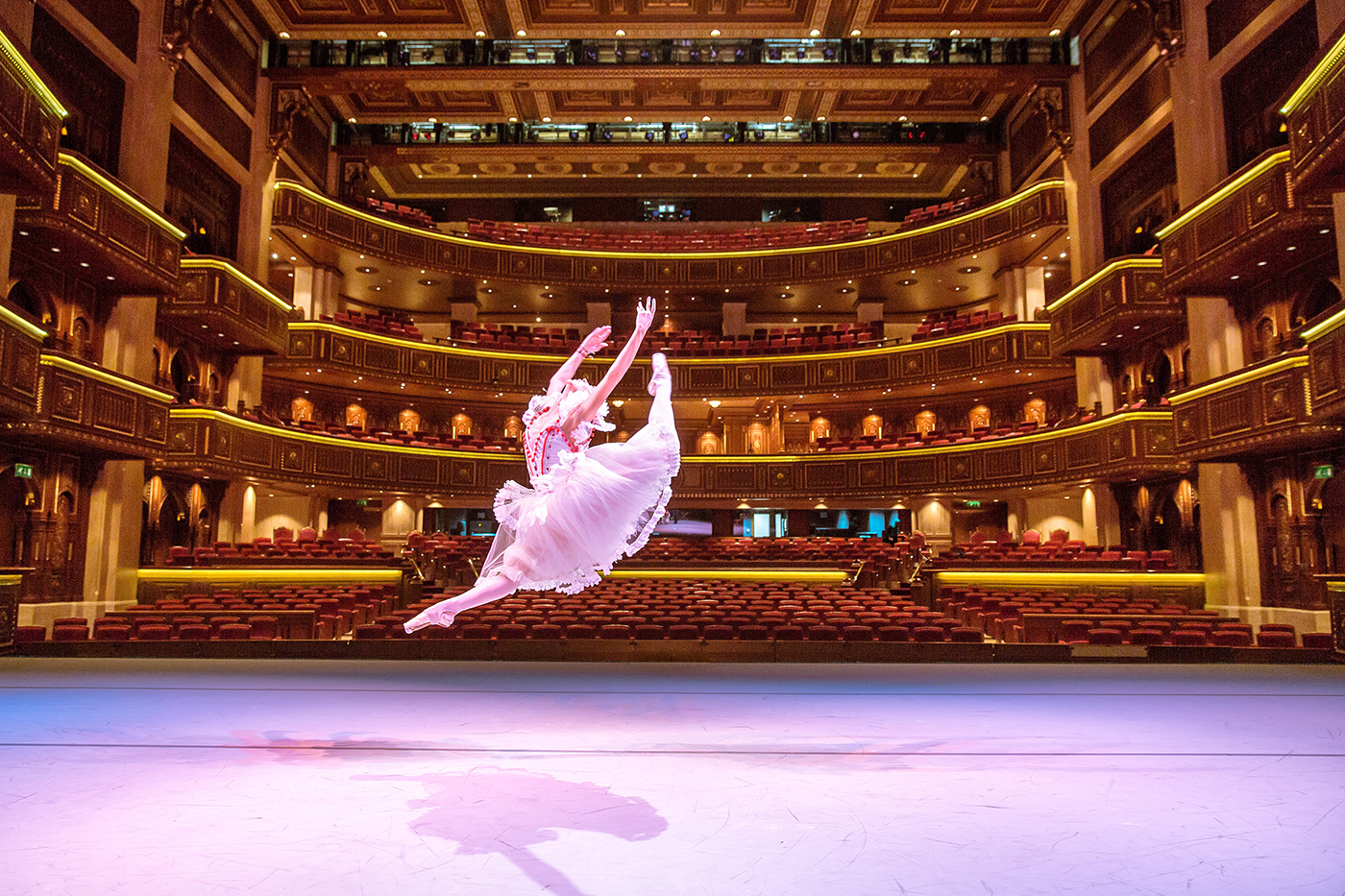
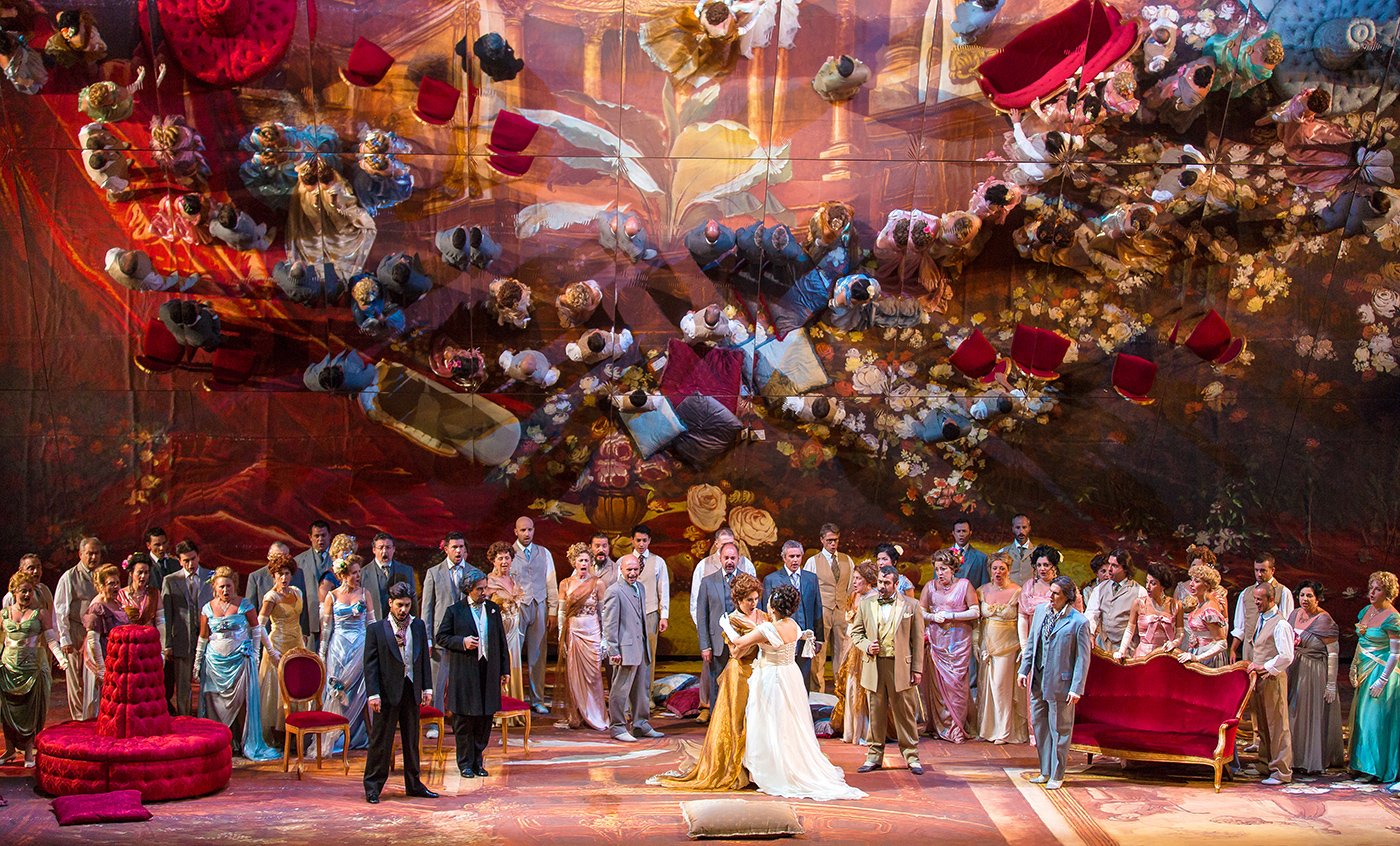
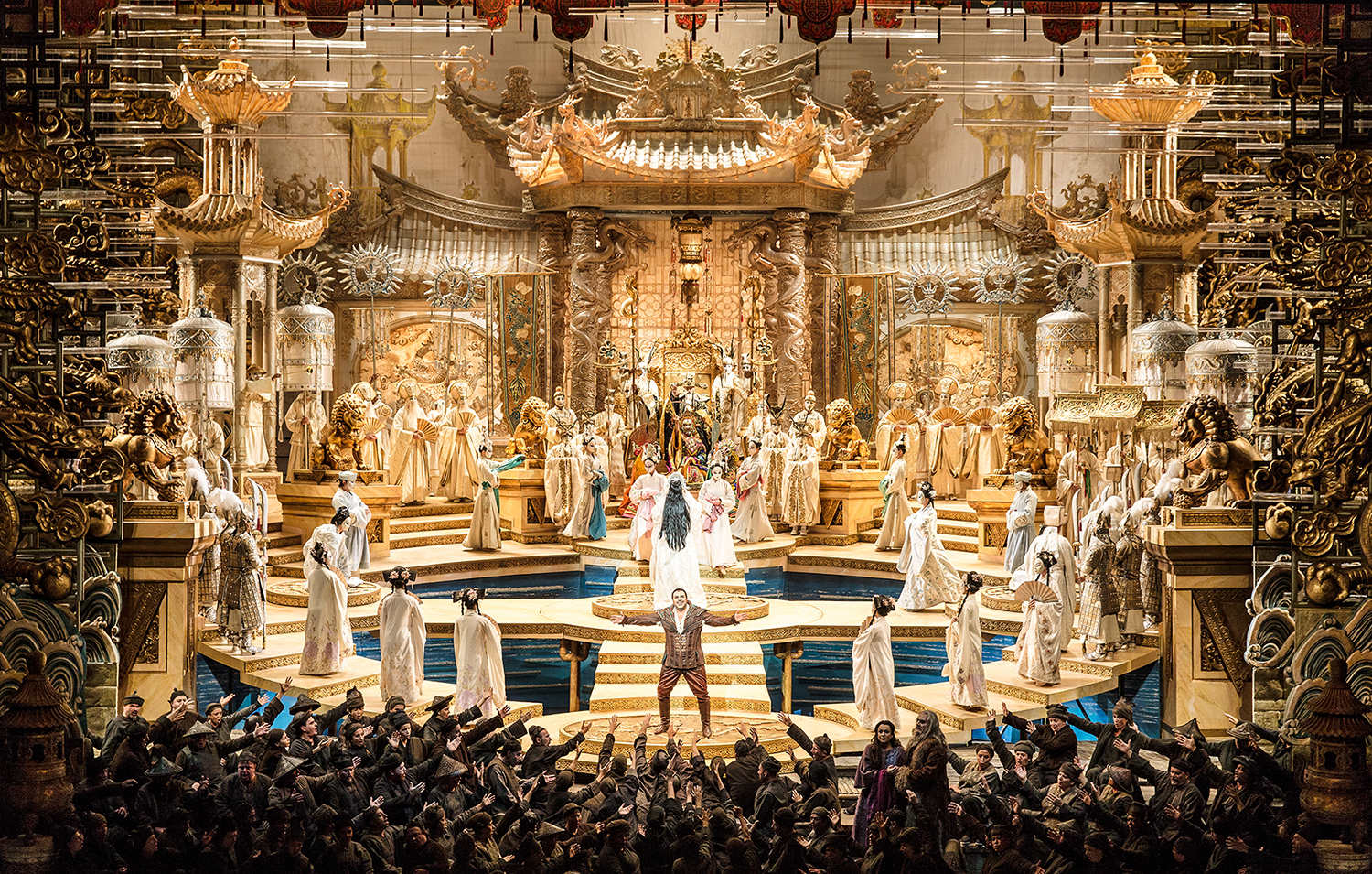
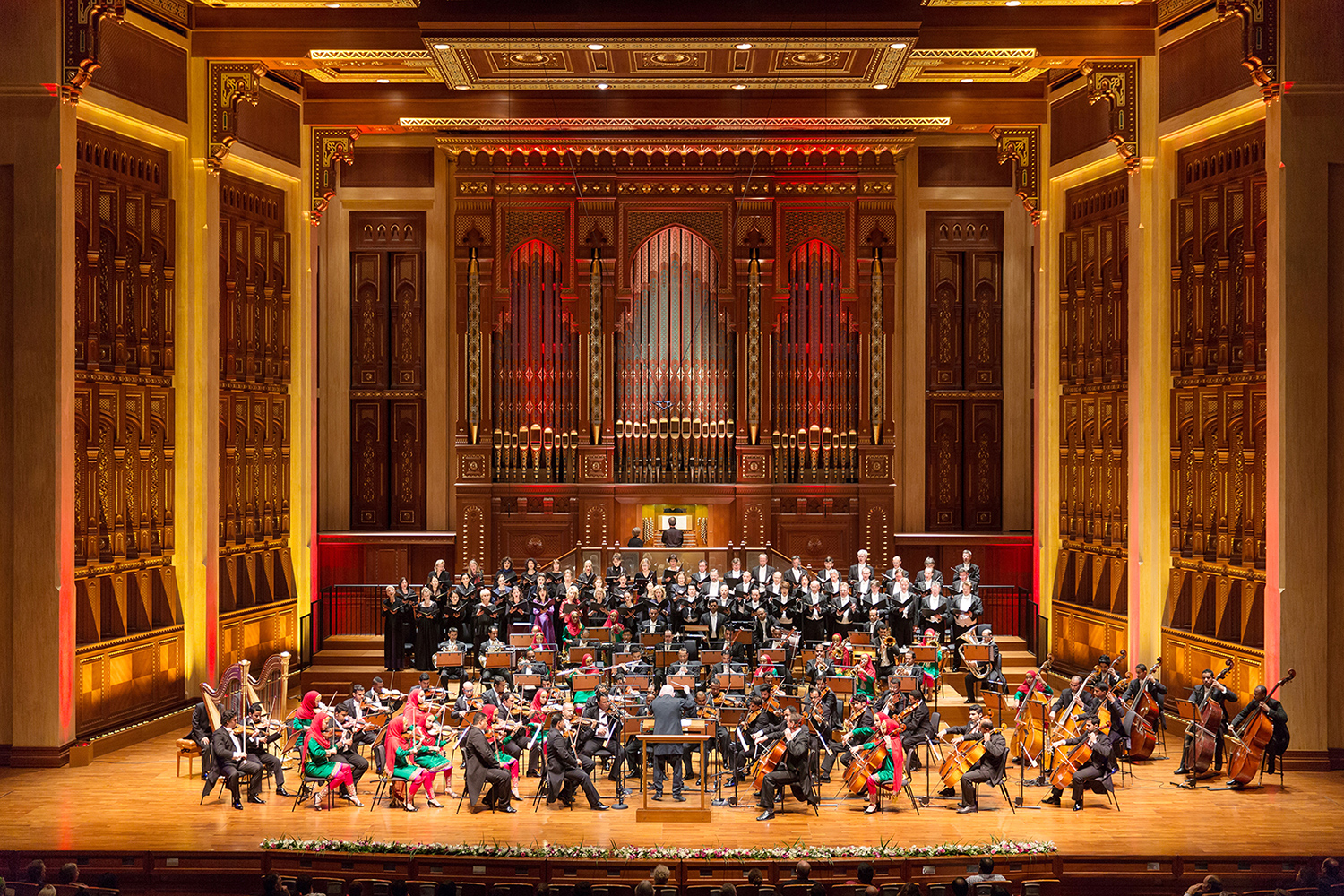